# Успение Богородично (Илинден)
Вижте пояснителната страница за други значения на Успение Богородично.
„Успение Богородично“ е православна църква в гоцеделчевдското село Илинден (Либяхово), България, част от Неврокопската епархия на Българската православна църква. Обявена е за паметник на културата.

## Архитектура
Църквата е завършена в 1831 година. В архитектурно отношение е обширна трикорабна псевдобазилика, с голяма женска църква, без купол и с нартекс на запад и на юг. Изградена е от камък. Корнизите също са от камък. На югоизточния ъгъл до църквата в 1885 година е долепена невисока камбанария. До северната стена е долепен параклис „Три Светии“, който е построен заедно с църквата в 1828 – 1831 година.

## Интериор
Интериорът е разделен на три кораба с два реда колони. Таваните са високи и равни с апликирани розетки и изображение на Христос Вседържител над централния кораб. Стенописи има единствено в патронната ниша, в която е композицията „Успение Богородично“, както и върху западната фасада, където е „Света Богородица с младенеца“.
Иконостасът е монументален таблен с три реда икони. Паната под иконите са с традиционните сцени от „Шестоднева“ и композиции от Стария Завет. 46-те иконостасни и 14-те преносими икони са с високо качество. Част от тях са дело на дебърските майстори Христо, Исай, Серафим и Кузман Макриеви. Царските икони са десет. Три – „Света Богородица с младенеца“, „Свети Николай“ и „Христос Вседържител“, са дело на неизвестен зограф от 1824 г., а останалите – „Свети Димитър“, „Архангел Михаил“ (подписана и датирана 1833), „Свети Йоан Предтеча“, „Свети Теодор“ и „Възнесение Христово“ (подписана и датирана 1835) са на Димитър Молеров и са рисувани в периода 1833 – 1835 година. Това са и едни от най-красивите творби на Молеров, който е автор и на 13-те празнични икони, на дейсисните и на „Христос Велик Архиерей“ върху владишкия трон. Иконите от 1890 година са дело на зограф Димитър Неделчев от Каракьой.
По венчилката и царските двери на иконостаса има ажурна резба, дело на Атанас Теладур. Произведения на Самоковската художествена школа са рисуваните пана „Благовещение“, иконата „Храстос Уброс“ и шест икони от параклиса „Три Светители“ – „Света Богородица Елеуса“, „Христос Вседържител“, „Свети Йоан Кръстител“, „Три Светители“, „Свети Иван Рилски“ и „Покров Богородичен“. На четири от последните икони като дарител е обозначен Ефрем монах, от което се заключава, че вероятно са донесени от Рилския манастир около 1837 – 1838 година, когато там за същия дарител работи самоковският зограф Йоан Иконописец, ученик на Христо Димитров. Иконата „Успение Богородично“ от XVIII век, разположена на южната стена до иконостаса, е смятана за чудотворна.